# Susan Corrock
Susan Ada „Susie” Corrock, po mężu Zoberski i Luby (ur. 30 listopada 1951 w Seattle) – amerykańska narciarka alpejska, brązowa medalistka igrzysk olimpijskich i mistrzostw świata.

## Kariera
Największy sukces w karierze Susan Corrock osiągnęła w 1972 roku, kiedy podczas igrzysk olimpijskich w Sapporo zdobyła brązowy medal w biegu zjazdowym. W zawodach tych wyprzedziły ją jedynie Marie-Theres Nadig ze Szwajcarii oraz Austriaczka Annemarie Pröll. Na tej samej imprezie zajęła także dziewiąte miejsce w slalomie. Po pierwszym przejeździe zajmowała dwunastą pozycję, tracąc do prowadzącej rodaczki Barbary Cochran 2,04 sekundy. W drugim przejeździe uzyskała dziesiąty rezultat, co dało jej dziewiąty łączny czas. Były to jej jedyne starty na imprezie tej rangi.
W zawodach Pucharu Świata zadebiutowała w sezonie 1969/1970. Pierwsze punkty wywalczyła 13 stycznia 1970 roku w Bad Gastein, zajmując ósme miejsce w slalomie. Nigdy nie stanęła na podium zawodów tego cyklu; najlepsze rezultaty osiągnęła 18 grudnia 1971 roku w Sestriere i 26 lutego 1972 roku w Crystal Mountain, kiedy była piąta, odpowiednio w slalomie i zjeździe. Najlepsze wyniki w osiągnęła w sezonie 1971/1972, kiedy to zajęła 19. miejsce w klasyfikacji generalnej, a w klasyfikacji zjazdu była siódma. W 1972 roku była mistrzynią kraju w gigancie.

## Osiągnięcia

### Igrzyska olimpijskie
| Miejsce | Dzień     | Rok  | Miejscowość | Konkurencja | Czas biegu  | Strata  | Zwyciężczyni       |
| ------- | --------- | ---- | ----------- | ----------- | ----------- | ------- | ------------------ |
| 3.      | 5 lutego  | 1972 | Sapporo     | Zjazd       | 1:36,68 min | +1,00 s | Marie-Theres Nadig |
| 9.      | 11 lutego | 1972 | Sapporo     | Slalom      | 1:31,24 min | +4,52 s | Barbara Cochran    |

### Mistrzostwa świata
| Miejsce | Dzień     | Rok  | Miejscowość | Konkurencja | Czas biegu  | Strata  | Zwyciężczyni       |
| ------- | --------- | ---- | ----------- | ----------- | ----------- | ------- | ------------------ |
| 3.      | 5 lutego  | 1972 | Sapporo     | Zjazd       | 1:36,68 min | +1,00 s | Marie-Theres Nadig |
| 9.      | 11 lutego | 1972 | Sapporo     | Slalom      | 1:31,24 min | +4,52 s | Barbara Cochran    |

### Puchar Świata

#### Miejsca w klasyfikacji generalnej
- sezon 1969/1970: 30.
- sezon 1970/1971: 24.
- sezon 1971/1972: 19.
- sezon 1972/1973: 35.

#### Miejsca na podium
Corrock nigdy nie stanęła na podium zawodów PŚ.